# Limpieza de sangre
Limpieza de sangre es una novela escrita por el español Arturo Pérez-Reverte. Es la segunda entrega de la colección Las aventuras del capitán Alatriste y fue publicada en 1997.
El título de la publicación hace referencia a los estatutos de limpieza de sangre que aparecieron por primera vez en Toledo en el siglo XV que impedían a los judíos conversos y sus descendientes ocupar cargos públicos en España. Una persona con «limpieza de sangre» significaba la ausencia de sangre judía en su linaje. En la novela, uno de los personajes, Íñigo, es investigado por la inquisición acerca de la pureza de su sangre.

## Personajes
- Diego Alatriste (El capitán Alatriste) protagonista, soldado experimentado.
- Íñigo Balboa y Aguirre: hijo de Lope de Balboa, soldado y amigo del Capitán, fallecido en las guerras de Flandes, actualmente criado del anterior.
- Francisco de Quevedo: poeta y amigo del Capitán. Goza del favor del valido.
- Angélica de Alquézar: menina de la Reina, huérfana de padres vive con su tío Luis de Alquézar. Tiene una relación de amor odio con Íñigo Balboa.
- Gualterio Malatesta: sicario italiano contratado por Luis de Alquézar. Tiene una cuenta pendiente con el capitán.
- Fray Emilio Bocanegra: fraile dominico, presidente del Santo Tribunal de la Inquisición.
- Luis de Alquézar: secretario Real, se opone a la política del Conde duque. Enemigo de Alatriste, contrata los servicios del espadachín para ocuparse de él.
- Caridad la Lebrijana: antigua prostituta y actriz, actualmente posee la Taberna del Turco y es amante del Capitán.
- Álvaro de la Marca, Conde de Guadalmedina: militar y poeta. Fue salvado por Diego Alatriste y mantiene desde entonces una gran amistad.
- Conde de Olivares: valido del rey Felipe IV de España.